# Emergency (chanson de Paramore)
Pour les articles homonymes, voir Emergency.
Singles de Paramore
Pressure All We Know
Pistes de All We Know Is Falling
Pressure Brighter
Emergency est une chanson de Paramore, c'est le 2e single extrait de l'album All We Know Is Falling, sorti le 26 août 2006 au Royaume-Uni et le 21 octobre 2006 aux États-Unis.
« Cette chanson parle d'amour, mais d'une manière négative. Les gens ont commencé à en abuser. Je veux dire par là que ça devient de plus en plus commun, et qu'on peut le voir avec le taux de divorce qui s'accroit, et la façon dont les gens sont traités. Je vois ça tout autour de moi et je voudrais bien pouvoir changer ça. »
La chanson évoque le divorce des parents de Hayley Williams : « "Je me souviens d'être sortie d'une pièce avec ma mère ce soir là, de m'interposer entre mes parents et de crier 'Taisez-vous ! Taisez-vous! Taisez-vous!'", se souvient-elle, en ajoutant que des chansons telles que Emergency lui ont été inspirées par la rupture de ses parents,. »
En 2006, pendant le Warped Tour 2006, sort The Summer Tic EP, et on y retrouve une autre version de Emergency, appelée The Crab Mix, avec des screamos de Josh Farro.